# 비탈리스 막시멘코
비탈리스 막시멘코(라트비아어: Vitālijs Maksimenko, 1990년 12월 8일 ~ )는 라트비아의 축구 선수로, 현재 그리스 수페르리가 2의 아이올리코스에서 센터백으로 활약하고 있다. 그는 2013년 라트비아 국가대표팀으로 데뷔하여 50경기 이상 출전했다.

## 구단 경력

### 초기 경력
청소년 선수였을 때, 막시멘코는 그의 지역 클럽인 스콘토 리가 아카데미의 일원이었다. 13살 때, 그는 RFS로 이적했다. 2008년, 그는 클럽의 첫 번째 팀인 RFS로 이적했다. 그 해에 그들은 라트비아 1부 리그의 챔피언이 되었다. 막시멘코는 2009년에 첫 번째 팀 데뷔를 했다. 중반 시즌, 9번의 비르스리가 경기에 출전하면서, 막시멘코는 러시아 프리미어리그 클럽인 로코모티프 모스크바와 CSKA 모스크바에서 시험대에 올랐다. CSKA는 시즌이 끝날 때까지 그와 임대 계약을 했다. 그는 클럽의 리저브를 위해 여러 경기를 뛰었다.

### 스콘토
2010년 초 막시멘코는 라트비아의 스콘토에서 훈련을 시작했다. 좋은 인상을 남긴 그는 2010년 3월 15일에 클럽과 계약을 맺었다. 데뷔 시즌에 25경기에 출전한 막시멘코는 스콘토가 비르스리가의 챔피언이 되는 것을 도왔다. 2011년에는 발트 리그의 챔피언이 되었고, 2012년에는 라트비아 컵을 우승했다. 스콘토는 리그의 준우승으로 2012년을 마쳤고, 막시멘코는 라트비아 축구 연맹과 sportacentrs.com 팀에 모두 포함되었다. 그는 또한 이번 시즌 최고의 수비수로 선정되었고, 이후 이번 시즌 최고의 스콘토 선수로 선정되었다.

### 브라이턴 & 호브 앨비언
2012년 말 막시멘코는 EFL 챔피언십 클럽 브라이턴 & 호브 앨비언과 함께 트라이얼을 시작했다. 다른 풋볼 리그 챔피언십과 프리미어리그 클럽들의 관심에도 불구하고, 그는 2013년 1월 5일 브라이턴과 2년 반 계약을 체결하여 성장팀에 추가되었다. 그는 2013년 8월 더비 카운티와의 경기에서 브라이턴 소속으로 유일한 리그 경기에 출전했다.

## 국가대표팀 경력
막시멘코는 라트비아 U-19 및 U-21 국가대표였다. 2012년 8월 15일, 그는 몬테네그로와의 친선 경기를 위해 라트비아 국가대표팀에 처음으로 차출되었다. 막시멘코는 2013년 2월 6일, 일본과의 친선 경기에서 72분에 교체 출전하여 블라디미르 카메스와 교체되어 국가대표 데뷔 전을 치렀다.